# René Maquoi
René J. H. Maquoi (* 1942)  ist ein belgischer Bauingenieur (Stahlbau, Stahlverbundbau).
Maquoi studierte Bauingenieurwesen an der Universität Lüttich mit dem Abschlussw 1965. Er wurde dort 1973 promoviert und lehrte dort seit 1979.  Maquoi ist ein Schüler von Charles Massonnet. Er lehrte auch in Japan, der Schweiz, Vietnam und in Paris an der École nationale des ponts et chaussées. Er war an verschiedenen Eurocodes beteiligt besonders für Stahlbau (Eurocode 3).
Er veröffentlichte besonders über Stabilitätsprobleme und Verbindungselemente.
Er ist Ehrendoktor der Technischen Universität Lissabon. 1998 erhielt er als Erster den Charles-Massonnet-Preis und er erhielt die Trasenster Medaille.